# 鵜沢麻実
鵜沢 麻実（うざわ あさみ、1989年2月28日 - ）は東京都出身の女性モデル。血液型O型。
塚本奈々美率いる女子カート部「LELS」(Love Earth,Love Speed)に所属。犬が好きで、トリマーの資格も持っている。

## 人物
- 出身:東京の下町
- 洋服のサイズ:7号
- 趣味:トリミング、カート、ダーツ、書道、バドミントン、サックス、レーシングカート、自転車の修理見学
- 好物:オムライス
- 出没地:サーキット、カーストコース、自然がある山など。
- 取得資格・ライセンス:普通自動車、書道毛筆五段、硬筆五段、SLライセンス、トリマーライセンス
- 妹が1人いる[1]。

## イメージガール
- 2008年 - 2009年:DUPイメージガール(各地イベント)
- 2009年、2010年:カートレースRQビレルガール
- 2010年:アメリカンフェスティバルイメ-ジガール

## 出演

### WEBモデル
- ヤフー！ガールズトーク特集(ホテル日航東京)
- ZAKZAK(産経スポーツ)

### 展示会
- 2008年：東京オートサロン(DUPブース)
- 2009年：大阪オートメッセ(DUPブース)
- 2010年：CP+(casioブース)

### 雑誌
- ギャルズパラダイス
- ベストカー
- ホリデーオート